# Explosão da mina Tunlan em 2009

Mapa da China com destaque para a província de Shanxi.

A explosão da mina de carvão Tunlan em 2009 ocorreu na cidade de Gujiao, próxima a Taiyuan, na província chinesa de Shanxi, no dia 21 de fevereiro. A tragédia ocorreu às 02h00 (horário local), na mina pertencente à companhia de carvão Coking Coal Group.

## Mortos, ferido e resgate
No momento da explosão, havia 436 trabalhadores na mina. Pelo menos 65 deles permanecem presos no local. O número de mortos chegou a 73, confirmaram as autoridades da província. Antes, a agência de notícias local havia divulgado que o acidente havia matado 44 trabalhadores. Ainda segundo a agência, 114 pessoas ficaram feridas — todas internadas em hospitais da região —, das quais 21 estavam em estado grave. Mais de 40 ambulâncias estavam no local para os resgates.
Um socorrista contou que alguns familiares receberam chamadas de telefones celulares dos trabalhadores ainda bloqueados, o que significa que estão vivos. “Eu poderia ser um deles, se não tivesse trocado, por acaso, o meu turno com outro mineiro”, murmurou um homem sentado à entrada da mina. “Ele continua lá em baixo. Espero que ainda esteja vivo”, contou.

## Acidentes do tipo na China
A China é o país onde mais ocorrem acidentes do tipo. Somente em 2008, 3.214 mineiros morreram em acidentes semelhantes no país, que depende em 70% da energia produzia pelo carvão. Oitenta por cento das 16 mil minas de carvão chinesas são ilegais, o que dificulta a fiscalização das medidas de segurança.